# Mesochra nana
Mesochra nana är en kräftdjursart som beskrevs av Brady 1910. Mesochra nana ingår i släktet Mesochra och familjen Canthocamptidae. Inga underarter finns listade i Catalogue of Life.